# 东方红水库 (东阳)
东方红水库是中国浙江省金华市东阳市境内的一座水库，位于东阳江支流大白溪上，建于1978年。水库正常库容为844万立方米，集雨面积为59平方千米，海拔为194米。